# Greatest Hits (album de The Notorious B.I.G.)
Pour les articles homonymes, voir Greatest Hits.
Albums de The Notorious B.I.G.
Duets: The Final Chapter
(2005) Notorious
(2009)
Greatest Hits est une compilation posthume de The Notorious B.I.G., sorti le 6 mars 2007.
L'album s'est classé 1er au Billboard 200, au Top R&B/Hip-Hop Albums et au Top Rap Albums, se vendant à plus de 750 000 exemplaires.

## Liste des titres
| No  | Titre                                                                          | Album original                   | Durée |
| --- | ------------------------------------------------------------------------------ | -------------------------------- | ----- |
| 1.  | Juicy                                                                          | Ready to Die                     | 5:02  |
| 2.  | Big Poppa                                                                      | Ready to Die                     | 4:10  |
| 3.  | Hypnotize (featuring Pam)                                                      | Life After Death                 | 3:50  |
| 4.  | One More Chance (Stay With Me Remix) (featuring Faith Evans et Mary J. Blige)  | Bad Boy's Greatest Hits Volume 1 | 4:29  |
| 5.  | Get Money (Interprété par Junior M.A.F.I.A.)                                   | Conspiracy de Junior M.A.F.I.A.  | 4:35  |
| 6.  | Warning                                                                        | Ready to Die                     | 3:39  |
| 7.  | Dead Wrong (featuring Eminem)                                                  | Born Again                       | 4:58  |
| 8.  | Who Shot Ya?                                                                   | Ready to Die                     | 5:17  |
| 9.  | Ten Crack Commandments                                                         | Life After Death                 | 3:24  |
| 10. | Notorious Thugs (featuring Bone Thugs-N-Harmony)                               | Life After Death                 | 6:08  |
| 11. | Notorious B.I.G. (featuring Lil' Kim et Diddy)                                 | Born Again                       | 3:12  |
| 12. | Nasty Girl (featuring Diddy, Nelly, Jagged Edge et Avery Storm)                | Duets: The Final Chapter         | 4:47  |
| 13. | Unbelievable                                                                   | Ready to Die                     | 3:40  |
| 14. | Niggas Bleed                                                                   | Life After Death                 | 4:52  |
| 15. | Running Your Mouth (featuring Snoop Dogg, Fabolous, Nate Dogg et Busta Rhymes) | Duets: The Final Chapter         | 3:33  |
| 16. | Want That Old Thing Back (featuring Ja Rule et Ralph Tresvant)                 | Duets: The Final Chapter         | 4:59  |
| 17. | Fuck You Tonight (featuring R. Kelly)                                          | Life After Death                 | 5:45  |